# Sainte-Anne-sur-Gervonde
Sainte-Anne-sur-Gervonde is een gemeente in het Franse departement Isère (regio Auvergne-Rhône-Alpes) en telt 399 inwoners (1999). De plaats maakt deel uit van het arrondissement Vienne.

## Geografie
De oppervlakte van Sainte-Anne-sur-Gervonde bedraagt 7,7 km², de bevolkingsdichtheid is 51,8 inwoners per km².
De onderstaande kaart toont de ligging van Sainte-Anne-sur-Gervonde met de belangrijkste infrastructuur en aangrenzende gemeenten.

## Demografie
Onderstaande figuur toont het verloop van het inwonertal (bron: INSEE-tellingen).